# Verbascum agastachyum
Verbascum agastachyum är en flenörtsväxtart som beskrevs av Hub.-mor.. Verbascum agastachyum ingår i släktet kungsljus, och familjen flenörtsväxter. Inga underarter finns listade i Catalogue of Life.